# チャイナロック
チャイナロック（China Rock、1953年 - 1982年12月28日）は、イギリス生産の競走馬、種牡馬である。現役時代にはジョン・ポーター・ステークスなど7勝の成績を残し、引退後はイギリスで種牡馬となった。
同地では1シーズンのみの供用となったが、その後日本に輸出されると、ハイセイコー、タケシバオー、アカネテンリュウ、メジロタイヨウら数多くの活躍馬を送り出した。1973年には中央競馬のリーディングサイヤーを獲得している。

## 生涯
1953年誕生。父ロックフェラ（Rockefella）は英1000ギニー、オークスを制したロックフェルが遺した唯一の産駒で、競走馬としては3勝しただけで終わったが、種牡馬となってからは良血をよく伝え、多くの名馬を送り出した。代表産駒にはロッカボンやリナカなどが挙げられ、日本にはチャイナロックのほか、ゲイタイム、バウンティアス、キャッシアンドカリッヂが輸入されている。母メイウォング（May Wong）は現役時にクリテリウム・ド・メゾン・ラフィット、チェスターフォード・ステークスを含む6勝を挙げ、繁殖牝馬となってからもサラヴァンや、チャイニーズクラッカーといった名馬の母となっている。
当のチャイナロックは4歳から7歳までイギリスとフランスで現役生活を送り、11ハロンから14ハロンの距離で活躍した。4歳時にはクランバー・メイドン・ステークス、ウイリアム・クラーク・ハンデ、5歳時にはジョン・ポーター・ステークス、パラダイス・ステークス、クーム・ステークス、6歳時にはヴィクター・ワイルド・ステークスを制した。そして、7歳時には遠征先のフランスでロドスト賞に勝利。25戦7勝の成績を残し競走馬を引退した。
引退後の1960年からイギリスで種牡馬として繋養されたが、同地では1シーズンのみの供用となり、同年秋には本桐牧場によって日本へ輸入された。イギリスでは10頭の産駒を出し、勝ち上がりは2頭のみであった。通算成績は4勝で、うち3勝をタイマロック（Timurock）が挙げている。

### 日本における活躍

代表産駒であるハイセイコーの銅像（北海道新冠町）

日本での供用初年度は46頭に種付を行った。当初から種牡馬として期待を集めていたわけではなく、大川慶次郎によると同時に輸入されたデッキテニスの方が注目されていたという。しかし、初年度産駒の32頭からアオバ（愛知盃）やハツライオー（京都記念）が活躍を見せると、1969年にはタケシバオーとメジロタイヨウがそれぞれ春秋の天皇賞を、アカネテンリュウが菊花賞を制するなど、産駒が重賞9鞍を獲得した。白井透は「1969年は、チヤイナロツクの年であったといってもいいすぎではないだろう」と述べている。
その後、産駒の活躍や受精能力の高さから、チャイナロックの種付数は急増、1970年には134頭への種付を記録する。そして、同年に誕生したハイセイコーは、1972年大井競馬場でデビュー。6連勝で青雲賞を制すると、中央競馬へ移籍した後も連勝を重ね、その人気は競馬に興味のない人々にまで浸透していった。連勝は東京優駿（日本ダービー）でタケホープに敗れたことで止まるも、有馬記念のファン投票で1位になるなどその人気は衰えることなく、1973年の優駿賞選考では「大衆賞」を受賞した。ハイセイコーが競馬ブームを巻き起こしたこの年、チャイナロックも中央競馬のリーディングサイヤーに輝いている。
1982年8月頃から体調を崩し始め、同年の12月28日、本桐牧場で老衰のため死亡した。30歳の大往生であった。死亡の年にも1頭に種付をしたが不受胎に終わっている。生涯で種付頭数1334頭、産駒1010頭を記録。産駒は中央競馬で通算1012勝の成績を残した。

## 評価・特徴
『サラブレッド種牡馬銘鑑』では体高169cm、胸囲191cm、管囲21.0cm。本桐牧場の次長であった中村一三は、チャイナロックが日高に送られた際に駅から牧場まで連れてくる役目を負ったが、脚が長く首も長い同馬に「キリンみたいな馬」との印象を受けたという。気性は荒く、チャイナロックを預って世話していた人物は次のように語っている。

あの馬、きかないね。引っぱっても、外に出ないし、うるさいし、きかないよォ。人間でいったら野武士だね。四人か五人がついてタッチしてやらないと、しないよ。こっちが下手すると食い殺されますよ〔後略〕
—岩川隆『競馬人間学』立風書房、237頁。

大渕文明も、同馬は四白流星の栃栗毛であったが、目つき鋭く殺気溢れる体つきで、毛色のイメージを吹き飛ばすほどの迫力を持った怖い馬であったと述べている。
現役時代は7勝した「一流半から二流のステイヤー」（吉沢譲治）で、競走成績は日本に輸入されたロックフェラ産駒の中でも最低であったが、日本での供用後はハイセイコー、タケシバオー、アカネテンリュウ、メジロタイヨウら数多くの活躍馬を送り出した。北海道の日高振興局は同馬を、戦後日本のサラブレッド馬産を代表する大種牡馬の1頭と紹介している。1976年には同馬を讃えるため、本桐牧場の入口に「チャイナロック号記念像」が建てられた。また、2000年には、雑誌『優駿』（2000年11月号）の企画で「20世紀の輸入種牡馬ベスト20」に選出されている。

### 血統・産駒の特徴

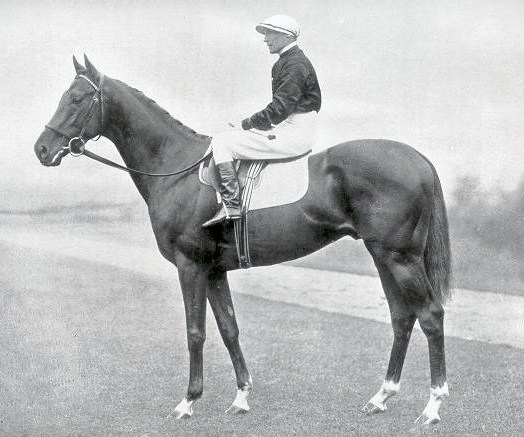
英国二冠馬のハイペリオン（チャイナロックの父の父）

父のロックフェラは、英国二冠馬のハイペリオンと、同じく牝馬二冠のロックフェルの産駒で、良血を仔に伝え種牡馬として多くの名馬を送り出した。チャイナロックの父系は「ハイペリオン系」や「ロックフェラ系」と呼ばれる。ロックフェラ系は老齢になっても良駒を出す特徴を持っており、チャイナロックもその特徴をよく受け継いでいた。母メイウォングはラスタムパシャ（Rustom Pasha）を父に持ち、前述のとおり競走馬、繁殖牝馬として活躍した。大川は、チャイナロック産駒を「丈夫で、力はあるし、長距離もOK、それにスピードもある」と評しており、それは多分にメイウォングの良さを受け継いでいるからではないかと推測している。
チャイナロックの血統の特徴としては、単距離から長距離まで構わず走ることや、ダートコースや重馬場得意であることが挙げられる。吉沢は同馬の血統について、「短距離から長距離までこなし、タフでダートや重馬場で特に強い血統として定評があった」と述べている。また、『サラブレッド血統事典』でも、同じく「短距離でのスピードも長距離でのスタミナも優れた万能型」と評されている。白井も、タケシバオーやハイセイコーなど、雄大な馬格を持ち、ダートや重馬場を苦にしない馬が多いことを産駒の特徴として挙げており、その特徴が、芝コース保護のためにダート戦が不可欠、かつ雨が多い日本競馬の環境で有利に働いたと述べている。

### 性豪
抜群の受精能力を持ち、生涯1334回もの種付回数を誇った。その回数の多さや精力絶倫ぶりから、「サラのセイユウ」や、「性豪」の異名を与えられた。吉沢は日本中央競馬会（JRA）のコラムの中で、チャイナロックよりも上がいるなら、それはもう“性神”であろうと述べている。
中村が岩川隆に語ったところによると、陰茎の直径はピース缶ほど、興奮したときのサイズは60cmから70cmにも及んだ。種付の際、サイズが合わず膣に挿入できない牝馬もおり、その場合には一度またがったチャイナロックを降ろし、陰茎が萎んだのを見計らって挿入させる工夫が採られた。また、陰茎にスクーターのタイヤのゴムチューブを巻き、根本まで入らないように調節したこともあったという。
その他、性にまつわるエピソードとして「スピードシンボリの血統上の父はロイヤルチャレンヂャーであるが、実の父はチャイナロックである（スピードシンボリの母スイートインとチャイナロックが“密通”していた）」という噂が流れたことがあった。これは場所的、時間的にもあり得ない話ではあったが、吉沢によれば、チャイナロックの性豪ぶりから、真顔で信じる者が後を絶たなかったとされる。

## 産駒成績

### 1960年代
※ 重賞競走優勝馬及びJRA賞受賞馬のみ記載
| 生年 | 競走馬名                            | 勝鞍 | 表彰                                                                                                   | 出典          |
| ---- | ----------------------------------- | --- | --- | ------------- |
| 1962 | アオバ                              | 愛知杯、金鯱賞、中日新聞杯、中京記念                                                                                           | | [ 46 ]        |
| 1962 | シントー                            | ダイオライト記念（船橋） | | [ 47 ]        |
| 1962 | トチノオーザ （地シャチノオーザ）   | 東海菊花賞（名古屋）、東海桜花賞（名古屋）                                                                                     | | [ 48 ] [ 49 ] |
| 1962 | ハツライオー                        | 札幌記念、京都記念春、阪急杯                                                                                                   | | [ 50 ]        |
| 1963 | フシミカブト                        | 新春ジュニア（名古屋）、ダイオライト記念（船橋）                                                                               | | [ 51 ]        |
| 1964 | アントニック                        | 葵賞典（紀三井寺） | | [ 52 ]        |
| 1964 | オーツキカゲ                        | 岩鷲賞典（盛岡） | | [ 53 ]        |
| 1964 | トミマサ                            | 中日新聞杯、東京オリンピック記念（大井）                                                                                       | | [ 54 ]        |
| 1964 | メジロシンゲン                      | 京王盃スプリングH | | [ 55 ]        |
| 1964 | メジロタイヨウ                      | 天皇賞秋、ArJCC、目黒記念秋 | | [ 56 ]        |
| 1964 | ヤシマナショナル                    | 大井記念（大井）、東京盃（大井）、東京オリンピック記念（大井）、東京大賞典（大井）、地全協会長賞（高知）、高知県知事賞（高知） | | [ 57 ]        |
| 1965 | ゴールデンミツル                    | 弥生賞（高崎） | | [ 58 ]        |
| 1965 | タケシバオー                        | 天皇賞春、朝日杯3歳S、東京4歳S、東京新聞杯、京都記念春、毎日王冠、英国フェア開催記念                                           | 最優秀3歳牡馬（1967年度）、年度代表馬（1969年度）、最優秀5歳以上牡馬（1969年度）、顕彰馬（2004年選出） | [ 59 ] [ 60 ] |
| 1965 | チャイナーキャップ                  | ニューイヤーC（浦和）、羽田盃（大井）、NTV盃（船橋）                                                                           | | [ 61 ]        |
| 1965 | トーワヤスシ                        | 葵賞（紀三井寺） | | [ 62 ]        |
| 1965 | フジオブキング                      | 農林大臣賞典（盛岡）、駒形賞典（水沢）                                                                                         | | [ 63 ]        |
| 1965 | プロヒット                          | 中京盃（中京） | | [ 64 ]        |
| 1966 | アカネテンリュウ                    | 菊花賞、セントライト記念、日本経済賞、AJCC、目黒記念秋、東京新聞杯                                                             | 最優秀4歳牡馬（1969年度）                                                                              | [ 65 ]        |
| 1966 | コルド                              | 設立十周年記念（高崎） | | [ 66 ]        |
| 1966 | ダイイチカルペール                  | 新潟GP（新潟）、地全協会長賞（新潟）、新潟GP（三条）                                                                           | | [ 67 ]        |
| 1966 | ダイゴハマイサミ                    | 阪神障害S春 | | [ 68 ]        |
| 1966 | チャイナスピード                    | 東京王冠賞（大井） | | [ 69 ]        |
| 1966 | ニイガタホマレ                      | 地全協会長賞（新潟）、三条記念（三条）                                                                                         | | [ 70 ]        |
| 1966 | ハクエイロック                      | 新春盃（高崎）、新春杯（宇都宮）                                                                                               | | [ 71 ]        |
| 1966 | ショウゲッコウ （地ヒダカスズラン） | 京成杯3歳S、金盃（大井）、キヨフジ記念（川崎）                                                                                 | 最優秀3歳牝馬（1968年度）                                                                              | [ 72 ] [ 73 ] |
| 1967 | シルバスター                        | 北國王冠（金沢）、農林大臣賞典（金沢）、中日盃（金沢）                                                                         | | [ 74 ]        |
| 1967 | チャイナセブン                      | 関東オークス（川崎）、報知GPC（船橋）                                                                                          | | [ 75 ]        |
| 1967 | ミツルオー                          | NTV盃（船橋） | | [ 76 ]        |
| 1968 | シナノホスター                      | 中日スポーツ杯春（名古屋）、東海優駿（名古屋）                                                                                 | | [ 77 ]        |
| 1968 | ツキブエ                            | 草雲賞（足利） | | [ 78 ] [ 79 ] |
| 1968 | バンライ                            | ダイヤモンドS | | [ 80 ]        |
| 1968 | ムツミバロン                        | 七夕賞 | | [ 81 ]        |
| 1968 | ライトファスト                      | NET盃（大井） | | [ 82 ]        |
| 1969 | カヤヌマチャイナ                    | 日本海賞（益田） | | [ 83 ]        |
| 1969 | クラフトケルン                      | 黒潮盃（大井）、東京オリンピック記念（大井）                                                                                   | | [ 84 ]        |
| 1969 | ツキサムホマレ                      | 函館記念（※2回）、札幌記念 | | [ 85 ]        |
| 1969 | フジチャイナ                        | 阪神障害S秋 | | [ 86 ]        |
| 1969 | ワイエムチャイナ                    | 小倉記念 | | [ 87 ]        |
| 1969 | ワイエムロック                      | 岐阜大賞（笠松） | | [ 88 ]        |

### 1970年代
| 生年 | 競走馬名         | 勝鞍 | 表彰                                     | 出典            |
| ---- | ---------------- | --- | ---------------------------------------- | --------------- |
| 1970 | カガノチャイナ   | 中京盃（中京） |                                          | [ 89 ]          |
| 1970 | ゴールドロック   | ダイヤモンドS |                                          | [ 90 ]          |
| 1970 | チャイナホープ   | 全日本3歳優駿（川崎） |                                          | [ 91 ]          |
| 1970 | ハイセイコー     | 皐月賞、宝塚記念、弥生賞、スプリングS、NHK杯、中山記念、高松宮杯、青雲賞（大井）                                                                                 | 大衆賞（1973年度）、顕彰馬（1984年選出） | [ 92 ] [ 93 ]   |
| 1970 | ホウシュウエイト | 毎日杯、日本経済新春杯 |                                          | [ 94 ]          |
| 1971 | サンチャイナ     | 新春ジュニア（名古屋）、スプリングC（名古屋）、中日スポーツ杯春（名古屋）、東海優駿（名古屋）、阪神障害S春                                                       |                                          | [ 95 ]          |
| 1971 | シナノピストン   | ダイヤモンド特別（名古屋）、東海桜花賞（名古屋） |                                          | [ 96 ]          |
| 1971 | トウショウロック | ステイヤーズS、ダイヤモンドS、北上川大賞典（盛岡）、桐花賞（盛岡）                                                                                               |                                          | [ 97 ]          |
| 1971 | マルイチダイオー | ニューイヤーC（浦和）、ゴールドC（浦和）、報知GPC（船橋）、開設記念（川崎）、ダイオライト記念（船橋）、金盃（大井）、大井記念（大井）、報知オールスターC（川崎） |                                          | [ 98 ]          |
| 1972 | カイキョウコマチ | 北國王冠（金沢） |                                          | [ 99 ]          |
| 1973 | ウエノスター     | 中日スポーツ杯秋（中京） |                                          | [ 100 ]         |
| 1973 | トウショウソネラ | 三条記念（三条） |                                          | [ 101 ]         |
| 1974 | アポロチャイナ   | 東北サラブレッド大賞典（新潟）、さつき賞（上山 ※2回） |                                          | [ 102 ]         |
| 1974 | カミノカチドキ   | 北海道3歳優駿（札幌） |                                          | [ 103 ]         |
| 1974 | マツカゼロック   | ゴールドジュニア（笠松） |                                          | [ 104 ] [ 105 ] |
| 1976 | エイシンタロー   | 京都4歳特別 |                                          | [ 106 ]         |
| 1976 | サンローレオー   | 岐阜金賞（笠松）、東海ゴールドC（笠松） |                                          | [ 107 ]         |
| 1976 | チャージャー     | 開設記念（高崎） |                                          | [ 108 ]         |
| 1979 | コウチオウショウ | 北海道3歳S |                                          | [ 109 ]         |

### 母の父としての主な産駒
※ GI級競走優勝馬及びJRA賞受賞馬のみ記載
| 生年 | 競走馬名（父名）                        | 勝鞍                                                                 | 表彰                                 | 出典    |
| ---- | --------------------------------------- | -------------------------------------------------------------------- | ------------------------------------ | ------- |
| 1979 | リーゼングロス （アローエクスプレス）   | 桜花賞、4歳牝馬特別                                                  |                                      | [ 110 ] |
| 1980 | ニホンピロウイナー （スティールハート） | 安田記念、マイルチャンピオンシップ（※2回）                           | 最優秀スプリンター（1983,84,85年度） | [ 111 ] |
| 1981 | マーサレッド （ボールドリック）         | （オープン3勝）                                                      | 最優秀3歳牝馬（1983年度）            | [ 112 ] |
| 1981 | ロングハヤブサ （ラッキーソブリン）     | 阪神3歳ステークス、デイリー杯3歳ステークス、マイラーズカップ、阪急杯 |                                      | [ 113 ] |
| 1983 | カツラギハイデン （ボールドリック）     | 阪神3歳ステークス                                                    |                                      | [ 114 ] |
| 1989 | タケノベルベット （パドスール）         | エリザベス女王杯、鳴尾記念                                           |                                      | [ 115 ] |

## 血統表
| チャイナロックの血統      | チャイナロックの血統           | チャイナロックの血統           | （血統表の出典）               | （血統表の出典） |
| 父系                      | ロックフェラ系＜ハイペリオン系 | ロックフェラ系＜ハイペリオン系 | ロックフェラ系＜ハイペリオン系 | [ § 2 ]          |
| 父 Rockefella 1941 黒鹿毛 | 父の父Hyperion 1930 栗毛       | Gainsborough                   | Bayardo                        | Bayardo          |
| 父 Rockefella 1941 黒鹿毛 | 父の父Hyperion 1930 栗毛       | Gainsborough                   | Rosedrop                       |                  |
| 父 Rockefella 1941 黒鹿毛 | 父の父Hyperion 1930 栗毛       | Selene                         | Chaucer                        | Chaucer          |
| 父 Rockefella 1941 黒鹿毛 | 父の父Hyperion 1930 栗毛       | Selene                         | Serenissima                    |                  |
| 父 Rockefella 1941 黒鹿毛 | 父の母Rockfel 1935 黒鹿毛      | Felstead                       | Spion Kop                      | Spion Kop        |
| 父 Rockefella 1941 黒鹿毛 | 父の母Rockfel 1935 黒鹿毛      | Felstead                       | Felkington                     |                  |
| 父 Rockefella 1941 黒鹿毛 | 父の母Rockfel 1935 黒鹿毛      | Rockliffe                      | Santorb                        | Santorb          |
| 父 Rockefella 1941 黒鹿毛 | 父の母Rockfel 1935 黒鹿毛      | Rockliffe                      | Sweet Rocket                   |                  |
| 母 May Wong 1934 栗毛     | 母の父Rustom Pasha 1927 鹿毛   | Son-in-Law                     | Dark Ronald                    | Dark Ronald      |
| 母 May Wong 1934 栗毛     | 母の父Rustom Pasha 1927 鹿毛   | Son-in-Law                     | Mother-in-Law                  |                  |
| 母 May Wong 1934 栗毛     | 母の父Rustom Pasha 1927 鹿毛   | Cos                            | Flying Orb                     | Flying Orb       |
| 母 May Wong 1934 栗毛     | 母の父Rustom Pasha 1927 鹿毛   | Cos                            | Renaissance                    |                  |
| 母 May Wong 1934 栗毛     | 母の母Wezzan 1924 栗毛         | Friar Marcus                   | Cicero                         | Cicero           |
| 母 May Wong 1934 栗毛     | 母の母Wezzan 1924 栗毛         | Friar Marcus                   | Prim Nun                       |                  |
| 母 May Wong 1934 栗毛     | 母の母Wezzan 1924 栗毛         | Woodsprite                     | Stornoway                      | Stornoway        |
| 母 May Wong 1934 栗毛     | 母の母Wezzan 1924 栗毛         | Woodsprite                     | Wood Daisy                     |                  |
| 母系(F-No.)               | (FN:2-d)                       | (FN:2-d)                       | (FN:2-d)                       | [ § 3 ]          |
| 5代内の近親交配           | Bay Ronald 5×5、Cyllene 5×5    | Bay Ronald 5×5、Cyllene 5×5    | Bay Ronald 5×5、Cyllene 5×5    | [ § 4 ]          |
| 出典                      | 1. 2. 3. 4.                    | 1. 2. 3. 4.                    | 1. 2. 3. 4.                    | 1. 2. 3. 4.      |